# Caligula (film)
A Caligula 1979-ben bemutatott olasz–amerikai erotikus filmdráma a hírhedt Caligula római császár (12. augusztus 31. – 41. január 24.; uralkodott: 37. március 18-ától haláláig) rémuralmának közel négy esztendejéről. 
Tinto Brass alkotása a filmtörténet egyik leghírhedtebb darabja, amelynek elkészítése évekig elhúzódott, és számos peres ügyet eredményezett. A Caligula ezenkívül főleg annak tudhatja be rossz hírét, hogy Bob Guccione producer a rendező tudtán kívül éjszakánként pornográf képsorokat forgatott a díszletek között, az obszcén jeleneteket pedig a forgalmazásra szánt változatban helyezte el. 
A legendák szerint az 1979-es cannes-i filmfesztiválon versenyen kívül bemutatott verzió mintegy 3 és fél óra volt. Ez a változat nem került a nyilvánosság elé. A Caligula hivatalosnak tartott verziója 156 perc, ám számos országban – ahol egyáltalán szóba jöhetett a bemutató – a cenzúra vágásokat rendelt el: létezik például olyan vágott verzió, melyből több mint egyórányi anyag hiányzik. 
A film az évtizedek folyamán azonban nemcsak pocskondiázásban részesült, hanem – nyilvánvaló szakmai hibái ellenére – kultusz is kialakult körülötte. A legtalálóbban talán az egyik női főszereplő, Helen Mirren minősítette a filmet, amikor „művészet és genitáliák páratlan találkozásának" nevezte. A filmalkotás egyesek szerint helyet foglal minden idők legrosszabb filmjei között is.
Magyarországra semmilyen hivatalos formában nem jutott el a Caligula egyik változata sem: 2020 végéig bezárólag nem vetítették a mozik, nem került egyik hazai tévécsatorna műsorára sem, nem adták ki se VHS-en, se DVD-n. Ugyanakkor rajongók által készített magyar felirattal elérhető az interneten.

## Rövid történet
Az ókori Róma egyik leghírhedtebb vezetőjének, Caligulának császárrá válását, majd uralkodását bemutató dráma. Látjuk nagyravágyását, cselszövéseit, perverzióját és dekadenciáját, brutalitását és őrületét.

## Cselekmény
|  | Alább a cselekmény részletei következnek! |

Drusilla (Teresa Ann Savoy)

Caligula titokban vérfertőző viszonyt folytat nővérével, a szépséges Drusillával. Egyik nap a lakosztályában váratlanul megjelenik Macro, a testőrök parancsnoka: Tiberius azonnal látni kívánja Caligulát. Az idős császár jó ideje Capri szigetén épített nyaralójában él, amelyben buja és beteges orgiák zajlanak. Társaságában van Caligula nagybátyja, a félnótás módjára viselkedő Claudius és az erényes ember hírében álló idős Nerva szenátor is. Caligula attól fél, hogy kitudódott titkos viszonya Drusillával, ám a vérbajos Tiberius nem emiatt rendelte magához. A császár tisztában van Caligula romlottságával, és tulajdonképpen élvezi a társaságát, hiszen mellette valósággal erényes embernek érezheti magát, minden kicsapongása ellenére. Tudja azonban, hogy Caligula veszedelmet is jelent, főleg Gemellusra, akit Tiberius az utódjául szemelt ki. Caligula testvéri szeretetet színlel Gemellus iránt, Tiberius viszont sejti, hogy halála után Caligula leszámolna a gyenge Gemellusszal. Borral kínálja Caligulát, ám a ravasz fiatalember a testvériesség álcája mögött a boroskupát előbb Gemellusnak nyújtja át. Tiberius – anélkül, hogy elárulná magát – megakadályozza, hogy Gemellus igyon a borból, hiszen az valójában mérgezett.
Caligula megosztja kételyeit Drusillával, aki természetesen mindenben támogatja őt. Caligulához hamarosan látogató érkezik: Macro felesége, Ennia, akivel a fiatalember viszonyt folytat. Macro úgy tesz, mintha nem tudna erről. Az ok nagyon egyszerű: mindenki tisztában van az igazi erőviszonyokkal, azzal, hogy Tiberiusnak már nem sok van hátra, halála után pedig Caligula ragadja majd magához a hatalmat. A fiatalember azonban még nem biztos a helyzetében. Amikor az erényes Nerva öngyilkosságot követ el a fürdőkádjában, Caligula arra próbálja rávenni a haldokló szenátort, hogy árulja el a jövőt. (Akkoriban úgy hitték, az életből távozók számára a haláluk előtti pillanatokban szokatlan előrelátás adatik meg.) Nerva azonban nem mond semmit a jövőről, ezért a dühös Caligula maga vet véget az idős férfi földi létének: fejét a víz alá nyomja, míg Nerva meg nem fullad. Később Macro Mucius Scaevola módjára tűzbe teszi a kezét, és rezzenéstelen arccal tűri a fájdalmat, hogy ezzel bizonyítsa hűségét Caligula iránt. Erre a hűségre rövidesen szükség is lesz, hiszen a császári család nagy izgalmakat él át: Tiberius haldoklik, talán csak órái vannak hátra. Caligula mindenkit eltávolíttat a haldokló szobájából, de nem veszi észre, hogy Gemellus csak elrejtőzött egy félreeső zugban. Mikor Caligula azt hiszi, hogy Tiberius már meghalt, lerángatja a császár ujjáról a hatalmat jelképező gyűrűt, és a saját kezére húzza fel. Tiberius azonban kicsit később magához tér, és visszaköveteli a gyűrűjét. Caligula megtagadja az engedelmességet, sőt a kezében lévő tükröt a magasba emeli, hogy azzal sújtson le a mozgásképtelen császárra. Megjelenik azonban Macro, és kicsavarja a kezéből a tükröt. Színlelés volt csupán a Caligulának tett hűségesküje? Macro egy átlátszó selyemkendőt csavar az idős uralkodó arca köré, és megfojtja vele. Tiberius immár tényleg halott, Caligula büszkén sétál föl-alá a szobában, ujján a császári gyűrűvel. Ekkor azonban az egyik tükörben megpillantja a rejtőzködő Gemellust. Azonnal magához parancsolja. Az életéért reszkető fiú térdre borul előtte, megcsókolja ujján a gyűrűt, és ezzel elismeri őt az új császárnak. Caligula továbbra is nyájasságot és testvéri érzelmeket színlel a fiú iránt, hiszen szüksége van még rá.

Gemellus behódol Caligulának (Bruno Brive és Malcolm McDowell)

Tiberius halála nem vált ki különösebb megrendülést, sőt temetésén olyan felkiáltások is elhangzanak, hogy tetemét a Tiberisbe kéne dobni. A szenátoroknak nincs igazán ínyére, hogy Caligula legyen az új császár, ám nem sokat tehetnek: Macro jóvoltából a testőrség Caligulát támogatja, ráadásul a fiatalember a nép körében is népszerű. Drusilla és Caligula tisztában vannak azzal, hogy uralmuk még nagyon ingatag, Macro veszedelmes szövetséges. Az új császár Drusilla javaslatára csapdát állít a testőrkapitánynak. Felsorakoztatja a teljes testőrséget, magához hívatja Gemellust, és arra szólítja fel, hogy a jelenlévők közül mutasson rá Tiberius gyilkosára. A reszkető Gemellus eleinte nem tudja, mit várnak tőle, ám Caligula a szemével jelzi, hogy mutasson Macróra. Miután sor került erre, Caligula elrendeli Macro letartóztatását. A felsorakozott testőrség azonban nem mozdul. Az uralkodó ráérez arra, mit kell mondania a veszedelmessé vált helyzetben. Kinevezi Cassius Chaereát az új testőrkapitánynak, és ebből az alkalomból magas jutalmat ígér valamennyi testőrnek. Macro letartóztatásának most már semmi akadálya. Enniát – aki addig azt hitte, ő lesz majd az új császárné – Caligula száműzeti. Az uralkodó Drusillát szeretné nőül venni, ám a fivérénél józanabb leány tudja, hogy Rómában ezt nem lehet megtenni. Ízisz papnői közül javasol feleséget Caligulának. A császár álruhában ellátogat a papnők egyik szertartására, amely valójában egy leszbikus orgia egy fürdőmedencében. Az uralkodó érdeklődését először a szépséges Livia kelti fel, Drusilla szerint azonban a lány szűz és unalmas. Caligula végül Caesonia mellett dönt, hiába mondja neki nővére, hogy választottja Róma legerkölcstelenebb asszonya. A kéjsóvár császár persze Líviát sem felejtette el. Macro nyilvános és rafináltan kegyetlen kivégzésén Caligula megpillantja Líviát, amint vőlegényével, Proculusszal összebújva beszélgetnek. Drusillával és Caesoniával együtt megjelenik az ifjú pár esküvőjén. A fiatal párral félrevonul a konyhába, ahol előbb Proculus szeme láttára megbecsteleníti a valóban szűz menyasszonyt, majd visszataszító módon a vőlegény szüzességéről is meggyőződik.
Egy viharos éjszakán Caligula rémülten riad fel: azt hiszi, Gemellus közeledik felé, gyilkos szándékkal. Kirohan a szakadó esőbe, ahol önkívületi állapotban táncolni kezd. Caesonia és Drusilla alig bírják visszaterelni az ágyba. Gemellusnak immár meg vannak számlálva a napjai. Egy pazar lakomán, ahová Caligula új imádottjával, Incitatus nevű lovával érkezik, mondvacsinált ürüggyel sor kerül Gemellus letartóztatására: ezzel Tiberius halálának utolsó szemtanúja is eltűnik. Drusilla viszont ott helyben, nyilvánosan szembeszáll császári fivére akaratával, mert úgy véli, Gemellus félreállítása gyengíti Caligula helyzetét. A dühös császár a vendégek szeme láttára durván arcul üti nővérét. Vajon ezzel vége az idilli szerelemnek, és a testvérek egymás ellen fordulnak? Az állapotos Caesonia megszabadul egyetlen riválisától, akinek még nálánál is nagyobb befolyása van a császárra? Esetleg a császár környezete elégeli meg az uralkodó mind kegyetlenebb szeszélyeit, őrületének egyre nyilvánvalóbb jeleit? A magát istennek képzelő császár a realitásoktól mind inkább elszakadva, az igazi veszélyforrásokat figyelmen kívül hagyva rohan a vesztébe…

## Történelmi háttér
|  | Alább a cselekmény részletei következnek! |

A film cselekménye Tiberius (i. e. 42. november 16. – i. sz. 37. március 16.; uralkodott: 14-től haláláig), a második római császár uralkodásának utolsó éveiben kezdődik. Tiberius anyja, Livia támogatásával került a trónra. Már az ókori történetírók egy része azzal gyanúsította Liviát, Augustus császár második feleségét, hogy fia hatalomra juttatása érdekében eltetette láb alól mindazokat, akik a jog szerint megelőzték volna Tiberiust az öröklésben (Marcellust, Agrippát, Caius és Lucius Caesart), végül állítólag magát Augustust is megmérgezte. Ezeket a pletykákat ennyi évszázad távlatából nem lehet sem megerősíteni, sem cáfolni. Tiberius, aki kiváló hadvezér volt, eleinte ugyanolyan bölcs és megfontolt uralkodónak tűnt, mint elődje, Augustus. Később megromlott a viszonya az anyjával, akivel azonban soha nem mert nyíltan szembefordulni. Livia halála után Tiberius negatív jellemvonásai egyre jobban érvényre jutottak. A Capri szigeti villájában tartott visszataszító orgiák híre és a felségsértési perek sorozata mindmáig elhomályosítják jellemének és uralkodásának pozitívumait. Állítólag tulajdon testőrkapitánya, Macro fojtotta meg egy párnával, talán Caligula segítségével, aki a császári hatalom legesélyesebb várományosa volt.
Caligula édesapja a római nép szeretett hadvezére, Tiberius unokaöccse, Germanicus volt, édesanyja pedig az erényes Agrippina. A germaniai határon született fiatalember igazi keresztneve Caius volt. A Caligula (Csizmácska) becenevet apja katonáitól kapta, akik kedvelték népszerű parancsnokuk kisfiát. A becenév Caiusra ragadt, bár sosem használták hivatalosan. Caligula jellemére döntő befolyással volt mindaz az ármány és kegyetlenség, amely gyermekkorától fogva körülvette a császári udvarban. Fiatalon elhunyt édesapja állítólag Tiberius féltékenységének esett áldozatul. Anyját még Tiberius száműzette egy tirrén-tengeri szigetre, ahol feltehetően a parancsára verték és éheztették, mígnem az asszony öngyilkos lett, bár nem kizárt, hogy megölték. Caligula két bátyja, Drusus és Nero ugyancsak fogságban, borzalmas körülmények között halt meg. Három lánytestvére, Agrippina (eleinte Agrippinilla), Drusilla és a Lesbiának is nevezett Julia Livilla közül Caius Drusillát kedvelte a legjobban. Innen ered az a feltételezés, hogy bűnös viszony volt közöttük. (Csupán a későbbi történetírók munkáiban bukkan fel ez a sosem bizonyított vád. Alapja állítólag Caligula nagyanyjának egy elejtett megjegyzése volt.) Caligula az életben maradás azon módját választotta, hogy feltűnő közönyt mutatott a politika vagy éppen saját családtagjai sorsa iránt, elmerült az élvezetekben, a szórakozásban. Állítólag élvezettel vett részt a kínzásokban is. Tiberius hozzá méltó partnerre talált a kicsapongó ifjú személyében, aki 6 évet töltött a császár capri villájában. A fiatalember szövetségesre lelt Macro személyében, mivel az ő segítségével akarta magához ragadni a hatalmat, míg Macro természetesen az új császár uralma alatt is meg szeretett volna maradni az állásában. A gyűlölt Tiberius halála kedvező helyzetet teremtett Caligula számára. A fiatalember népszerű volt a nép körében mint a hős Germanicus fia. Tiberius végrendelete szerint unokájával, Tiberius Gemellusszal közösen kellett volna uralkodnia, ám ő rövidesen végzett kiskorú rokonával. Caligula uralkodása kezdetben ezt leszámítva jól indult, az Augustus által kiépített és Tiberius által fenntartott közigazgatási rendszer még jól működött, és a császár néhány nagyvonalú gesztussal fokozta az iránta megnyilvánuló rokonszenvet.
37 októberében súlyos betegségből épült fel, ami után teljesen megváltozott. Egyre őrültebb és kegyetlenebb tetteket hajtott végre. Őrületének volt ugyan néhány, mai szemmel nézve kifejezetten mulatságos megnyilvánulása is, ám a rémségek domináltak, melyekkel felülmúlta elődjét, Tiberiust is. Mindennaposak lettek a felségsértési pereket (laesa maiestas) követő kivégzések (amelyekre főként a vagyonelkobzások miatt volt szükség, hiszen a császár költséges szeszélyeit az államkincstár képtelen volt fedezni). Caligula gúnyt űzött a római erkölcsökből is, amikor a palotában bordélyházat rendezett be, ahol arra kényszerítette a szenátorok feleségeit és lányait, hogy közönséges prostituáltként árulják magukat. Consullá nevezte ki a lovát, Incitatust, pénzért árulta a magas állami tisztségeket és persze az igazságszolgáltatást is. Összeesküvés végzett vele, melynek vezetője testőrkapitánya, Cassius Chaerea volt. Az összeesküvők lemészárolták Caesoniát és a császári pár kicsiny lánygyermekét is. Végezni akartak volna a császári család összes tagjával, de elkéstek. Az addig szellemileg alkalmatlannak gondolt – és alighanem túlélési taktikaként úgy is viselkedő – Claudiust, Caligula nagybátyját a császári gárda császárrá kiáltotta ki.

## A film készítése

### Előkészületek
A film ötlete a neorealizmus egyik mesterétől, Roberto Rossellinitől származik, aki 1972 tájékán vázolta fel filmes elképzeléseit az őrült római császárról. Rossellini tévés minisorozatot szeretett volna forgatni Caliguláról. Noha tévés alkotásaival akkoriban szép sikerei voltak, mégsem sikerült támogatókat találnia elképzelései megvalósításához. Unokaöccse, Franco Rossellini nagybátyja ötletével felkereste az ismert írót, Gore Vidalt, és felajánlotta számára az együttműködést: Gore mint forgatókönyvíró, Franco mint producer. A tervezett film megvalósításához azonban nagyobb tőkére volt szükségük, mint amennyivel rendelkeztek. Vidal javaslata a megoldásra Bob Guccione volt, a híres-hírhedt erotikus magazin, a Penthouse tulajdonosa: Gore a lap állandó munkatársának számított. Guccione érdeklődését felkeltette a Caligula ötlete, de szerette volna saját kézben tartani a produkciót. Lelki szemei előtt talán a konkurencia, a Playboy lebegett, akik nem sokkal korábban jelentős művészi és anyagi sikert értek el Roman Polański Macbeth (1971) című alkotásával. Guccione elképzelése az volt, hogy az erotikát a művészettel párosítja egy nagyszabású filmben. 17 és félmillió dolláros költségvetést irányzott elő – ez később 22 millióra emelkedett –, ami lehetővé tette, hogy nagy neveket szerződtessenek a mű megvalósítására. Úgy gondolta, hogy a modern filmművészet egyik mesterműve fog megszületni az irányítása alatt, egy felnőtteknek szánt, igényes „hard” film a legnagyobb nevekkel. Guccione 200 ezer dollárt ajánlott Vidalnak azért, hogy forgatókönyvet írjon Roberto Rossellini ötletéből, továbbá felajánlotta számára a bevétel 10%-át. Vidal elfogadta az ajánlatot és munkához látott.

Macro kivégzése (Guido Mannari)

A díszletek építése 1975 júniusában kezdődött az Oscar-díjas Danilo Donati irányításával, aki főleg Pier Paolo Pasolini, Federico Fellini és Franco Zeffirelli filmjeinek díszlet- és jelmeztervezőjeként vált világhírűvé. Donati a tőle megszokott alapossággal végezte a munkáját, ezért a díszletek és jelmezek megtervezése előtt kiterjedt kutatómunkát folytatott. 64 díszlet épült, ebből az egyik, az aréna háromszor akkora, mint egy amerikaifoci-pálya. (Eredetileg Tiberius villájának külsőihez használták, majd az ott játszódó jelenetek rögzítése után alakították át arénává.) A bordélyjelenetben látható óriási gálya 100 szoborral és 120, kézzel faragott evezővel a legnagyobb filmes kelléknek számított akkoriban: több mint 500 méter hosszú és mintegy 9 méter magas volt. Tiberius fürdőmedencéjének feltöltéséhez több mint 5000 liter ásványvízre volt szükség, melyet naponta kétszer cseréltek, hogy tisztasága megmaradjon, és a Tiberiust alakító Peter O’Toole kedvéért állandóan melegen tartották. 3592 jelmezt terveztek, ebből 26-ot kifejezetten Caligula számára. Csizmákból és szandálokból 5000 pár készült, a parókákat pedig több száz kiló emberi haj felhasználásával készítették el. Külön aranyműves foglalkozott az ókori római stílusban tervezett gyűrűk, fülbevalók, láncok és fejdíszek készítésével. Egy híres magyar szobrászt alkalmaztak az urnák, serlegek, tányérok és szobrok készítésére. A forgatás helyszínéül a római Dear Studiost választották, ahol évekkel korábban egy másik nagyszabású – és túlköltekezéseiről híressé vált – szuperprodukció készült, a Kleopátra (1963). A külső felvételek helyszínei a stúdió közelében voltak. A sajtó elől a legszigorúbban lezárták az összes forgatási helyszínt.

### A rendező és a színészek kiválasztása
Guccione a rendezésre is nagy nevet akart. Megkörnyékezte az amerikai filmművészet veteránját, John Hustont, de nem sikerült megállapodniuk az együttműködésben. Ezután előrehaladott tárgyalásokat folytatott az akkoriban világszerte ismert olasz rendezőnővel, Lina Wertmüllerrel, aki Jack Nicholsont szerette volna megnyerni a főszerepre. Végül úgy tűnt, Guccione Tinto Brass személyében megtalálta az ideális rendezőt. Brass épp akkortájt nagy sikert aratott a Salon Kitty (1976) című, pornográf elemeket sem nélkülöző, a náci időkben játszódó drámájával, melynek főszerepeire rangos művészeket tudott megnyerni. A cenzúra ezt a filmjét is megcsonkította, de a beavatkozás csak növelte a közönség érdeklődését a Salon Kitty iránt. A „kemény” szexet párosítani a művészettel: ebben Guccione és Brass elképzelései megegyeztek.
Caligula szerepének eljátszására felmerült az akkor még alig ismert színész, Peter Firth neve, aki később olyan filmekkel ért el jelentős sikereket, mint az Equus (1977), a Joseph Andrews (1977) és az Egy tiszta nő (1979). A szerepet végül az 1970-es évek egyik legtehetségesebb fiatal színésze, Malcolm McDowell kapta. Tiberius szerepét John Gielgudnak szánták, ám az idős Shakespeare-színész túl pornográfnak találta a forgatókönyvet, és visszautasította a felkérést. Gore Vidal közbelépésére hajlandó volt az egyik mellékszereplő, Nerva eljátszására. Tiberius szerepét Peter O’Toole vállalta, akit napi 3 órán át sminkeltek, hogy a jóképű, életerős színészből beteges, riasztó, hajlott hátú vénembert varázsoljanak. Caesonia eljátszására az akkor még kevésbé ismert, de nagyra tartott brit színésznőt, Helen Mirrent választották, akit Malcolm McDowell javasolt. Drusilla szerepét Vidal aktuális barátnőjének, Claire Bloomnak szánta. Végül Maria Schneidert szerződtették, aki Bernardo Bertolucci Utolsó tangó Párizsban (1972) és Michelangelo Antonioni Foglalkozása: riporter (1975) című filmjének köszönhetően felkapott színésznőnek számított. Olasz részről sztárok helyett megbízható karakterszínészek kerültek a stábba: John Steiner és Giancarlo Badessi a Salon Kittyben is szerepeltek, Leopoldo Trieste még Federico Fellinivel is dolgozott, Adriana Asti rendezői között pedig Pasolini, Luchino Visconti és Bernardo Bertolucci egyaránt megtalálható, sőt utóbbinak a felesége is volt. Paolo Bonacelli Pasolini hírhedt – és betiltott – botrányfilmje, a Salo, avagy Szodoma 120 napja (1975) egyik főszereplője volt, továbbá forgatott Liliana Cavani, Alan Parker, Francesco Rosi és Elio Petri irányítása alatt is. Guido Mannari kisebb szerepet játszott korábban Pasolini Dekameronjában (1971), eredetileg focista volt. Donato Placido az ismert színész-rendező Michele Placido fivére, Osiride Pevarello pedig Tinto Brass barátja, aki a rendező számos filmjében felbukkan. Később több színész – például Orson Welles és Charlotte Rampling – állította, hogy szerepet ajánlottak számára a Caligulában, amelyet azonban visszautasítottak.
1976 nyarán zajlott a statiszták válogatása. Piernico Solinas rendezőasszisztens korabeli nyilatkozata szerint 15 ezer statisztát kellett szereznie a filmhez. Mivel a statisztáknak „kemény” dolgokat is vállalniuk kellett a kamera előtt, Solinas „szexteszt”-et is készített velük. Ezek a tekercsek azóta legendássá váltak, de a közönség csak 2007-ben kapott ízelítőt belőlük, amikor az Egyesült Államokban háromlemezes DVD-n újra kiadták a filmet, egyik extraként a szextesztek (alighanem válogatott) képsoraival. Miközben a rendezőasszisztens a munka kellemesebbnek tűnő részét végezte a szextesztek forgatásával, addig a színfalak mögött lezajlott az első komoly konfliktus. Tinto Brass és a főszereplő Malcolm McDowell olyannyira beavatkozott a forgatókönyvírásba, hogy Gore Vidal befejezte a munkát. Később ragaszkodott ahhoz, hogy nevét távolítsák el a film főcíméről. Ez ügyben még pert is kezdeményezett, de veszített. Munkáját Guccione végül 225 ezer dollárral honorálta, a 10%-os jutalékról szóló megállapodást viszont semmisnek tekintette. Vidal távozása után a forgatókönyvet átdolgozták. Malcolm McDowell például saját maga írta azt a jelenetet, amelyben Caligula egy viharos éjszakán merénylettől tartva kirohan a szakadó esőbe, meztelenül táncolni kezd, és összefüggéstelenül beszél.

### A forgatás
1976. július 28-án az amerikai Variety magazin hírt adott a római forgatás kezdetéről. A híradás tartalmazott egy idézetet is a forgatókönyvből: „Isten vagyok. Van egy férjem és egy feleségem.” Azonban a három évvel később a közönség elé került film egyik változatában sincs szó Caligula férjéről, illetve a császár homoszexuális hajlamairól, leszámítva Livia és Proculus esküvői jelenetét, amelyben Caligula visszataszító módon a vőlegényt is megbecsteleníti. 1976. augusztus 5-én kezdődött a tényleges forgatás: először Tiberius Capri szigeti villájában játszódó jeleneteket vették fel. Egy hónappal később következett az újabb probléma: a Drusillát alakító Maria Schneider egy szexjelenet felvétele közben egyszerűen kisétált a forgatásról, és többé nem volt hajlandó a kamerák elé állni a filmben. Távozása okairól állítólag tömören azt nyilatkozta a médiának: „Színésznő vagyok, nem kurva!” Schneidert sürgősen pótolni kellett. Ennek érdekében McDowell állítólag megbeszéléseket folytatott Katherine Ross-szal, aki a Diploma előtt (1967) című filmmel vált világhírűvé. Brass azonban saját felfedezettjét, Teresa Ann Savoyt javasolta, aki a Mester előző filmjében, a Salon Kittyben már bebizonyította, hogy nem okoznak számára problémát a „meredekebb” jelenetek. Guccione elfogadta Brass választását. A Capri szigeti villajelenetek felvételei után a díszletet elkezdték átépíteni arénává.
Közben Guccione sem tétlenkedett. Megállapodott szexmagazinja, a Penthouse néhány modelljével, hogy vegyenek részt a forgatáson. Az első lányok 1976 szeptemberében érkeztek Rómába. Lori Wagner kapta Agrippina szerepét, Anneka Di Lorenzo lett Messalina. Ezalatt Brass újabb jeleneteket vett fel: Caligula és Drusilla ágyjeleneteit, a táncot az esőben, Proculus megkínzását és halálát, illetve Caligula, Drusilla és Caesonia közös ágyjelenetét. Erről a Caesoniát játszó Helen Mirren később annyit mondott, hogy „got out of hand” (kicsúszott a kezünkből), ami a legmerészebb találgatásokra adott okot arra vonatkozóan, hogy mi történt valójában a három színész között abban a jelenetben. A következő hónapban újabb Penthouse-cicák érkeztek az olasz fővárosba. Hárman rövidesen távoztak, miután megtudták, hogy egy pornográf színezetű filmben kéne szerepelniük, nem pedig egy új James Bond-filmben. 1976 októberében vette fel a stáb a Britannia elleni támadás jelenetét, Gemellus halálának epizódját és Caesonia táncjelenetét. Rögzítettek egy orgiajelenetet is, de azt végül nem használták fel. Novemberben újabb Penthouse-modellek érkeztek Rómába, miközben Brass gőzerővel vette fel az újabb jeleneteket: Livia és Proculus esküvőjét, Drusilla halálát, valamint az Ízisz templomában játszódó epizódot. Ez utóbbiban Guccione néhány Penthouse-szépsége is bemutathatta, mit tud nyújtani a kamerák előtt. Olyan epizódok rögzítésére is sor került, melyeket aztán nem használtak fel: így például egy jelenet Iuppiter templomában és egy másik a kincstárban. Novemberben, Caracalla Rómához közeli fürdői mellett vették fel a Róma külvárosában és a börtönben játszódó epizódokat. Decemberben befejeződött az első díszlet átépítése arénává: valamennyi itt játszódó jelenetet rögtön fel is vettek, így például Macro kivégzését és Caligula megölését. Proculusnak az arénában volt egy külön jelenete, amikor megmenekül a rafinált technikával gyilkoló szerkezet elől. (Ezt az epizódot először az 1984-es, újravágott olasz változathoz használták fel.) Ugyanebben a hónapban Brass a saját elképzelései szerint felvette a bordélyjelenetet is. 1976. december 24-én Brass befejezte a forgatást: a végeredmény állítólag kb. 193 km hosszú filmszalag volt.

Orgia a palotában

1977 januárjában Guccione egy kisebb stábbal – operatőr: Giancarlo Lui – és néhány Penthouse-modellel visszatért a díszletek közé, és kiegészítő képsorokat vett fel a bordélyjelenethez. Rögzített továbbá egy széles körű moziforgalmazásra szánt filmben máig merésznek mondható leszbikus jelenetet Agrippina és Messalina között, amely inkább a közönséges pornófilmekre jellemző. A művészetről furcsa nézeteket valló Guccione szerint a két modell, Anneka és Lori „valami szépet és marandót” alkotott a kamerák előtt. A producer további orgiajeleneteket is felvett, melyeket a végső változatban kívánt elhelyezni. Számos Penthouse-modell kizárólag ezekben a titokban forgatott jelenetekben szerepelt. Guccione azért döntött a pótforgatás mellett, mert a Brass által felvett változattal nem volt elégedett. Az olasz rendező ugyanis művészet és szex kombinációjában az előbbire helyezte a hangsúlyt, miközben Guccione az utóbbit tartotta fontosabbnak. Brass állítólag megtagadta a funkciótlan pornójelenetek forgatását és felhasználását. A Caligula zaklatott históriájában ezután perek sora és nyilatkozatháború következett, aminek során az érdekelt felek mindennek lehordták a egymást.
Mivel Guccione nem engedte be a sajtót a film forgatására, a Caliguláról a legelképesztőbb híradások jelentek meg. A cikkek több ezer fő közreműködésével készült orgiajelenetekről szóltak, melyekben lovak és kutyák is szerephez jutottak, valamint híradások jelentek meg arról is, hogy állatokat öldösnek le a kamera előtt, illetve gyerekeket szexuálisan molesztálnak a film kedvéért. E vádak javarészt túlzóak voltak, de mint minden pletykának, volt némi valóságalapjuk. Caesonia szülési jelenetének felvételére például 7 állapotos nőt tartottak készenlétben, hogy valódi szülést vegyenek filmre. Incitatus szerepére a Davide névre hallgató jugoszláv csődört „szerződtették”. A 8 éves állatot benyugtatózták, mielőtt befektették volna abba az ágyba, melyben a szintén ideges McDowell feküdt. Mindkettőjük megnyugtatására felvétel közben lágy zene szólt.

## Perek és sajtóviták
A Gore Vidal által indított perről már volt szó. 1977. július 6-án Tinto Brass megnyerte azt a pert, amelyet azért kezdeményezett, hogy övé legyen az utolsó vágás joga. Guccione és Franco Rossellini azonban nem adtak erre lehetőséget. A következő hónapban a Penthouse indított pert Tinto Brass ellen, aki viszont Gore Vidalt perelte. A legmulatságosabbnak mondható pert Anneka Di Lorenzo kezdeményezte Bob Guccione ellen, arra hivatkozva, hogy a Caligulába utólag beillesztett sikamlós jelenetek a művésznő nevét a pornográfiával hozták kapcsolatba, és ezáltal Anneka kilátásai a komoly színésznői pályára erősen csökkentek. A bíróság a felperes javára döntött, és mélyen átérezve a művésznő helyzetét, a hírnevén esett csorba kiküszöbölésére 4 dollár 6 cent fájdalomdíjat ítélt meg számára. 1979 nyarán – miután már sor került a Guccione-féle változat premierjére – a bíróság lezárta Brass és Vidal pereit, mondván, hogy méltányolható igényeiket a produkció teljesítette.
A sajtóban persze egyik fél sem tett lakatot a szájára. Vidal fő sérelme Brass és McDowell beavatkozása volt a forgatókönyv írásába: szerinte a rendező és a főszereplő teljesen eltértek az eredeti koncepciótól. Vidal a színészeket sem kímélte. Őket egyébként Guccione is jócskán kiosztotta, hiszen a neves sztárok inkább Brass pártján álltak, nem mintha vele nem lettek volna problémáik. Szerinte Peter O’Toole-t ritkán lehetett józanul látni a forgatáson, McDowell pedig egy filléreskedő alak, aki hagyta, hogy a vendéglőben mások fizessék a számláját, mert sosem találta a pénztárcáját, amikor fizetni kellett. Mindenesetre akármekkora is volt az összhang Vidal és Guccione szerint Brass és McDowell között, a színész nem minden rendezői instrukciónak tett eleget. Például Livia és Proculus esküvőjének jelenetében az eredeti elképzelés szerint Caligula Proculust is megerőszakolta volna. McDowell azonban határozottan visszautasította ennek eljátszását. Végül abban állapodtak meg, hogy az őrült uralkodó az öklével – képmezőn kívül – hatol Proculus alfelébe (miközben ujján a császári pecsétgyűrűt viseli!). Mivel a jelenet így is elég visszataszítóra sikerült, elképzelni sem érdemes, pontosan mit kellett volna csinálnia McDowellnek az eredeti verzió szerint, ha azt a színész már egyértelműen elutasította. Peter O’Toole-t rendkívül felháborította, hogy szerepét az eredeti változathoz képest megkurtították, és ezt Tinto Brass közbeavatkozásának tulajdonította. „Ennek az olasznak inkább ablakokat kéne mosnia Velencében, ehelyett dollármilliókat pazarol el” – mondta állítólag a rendezőről. John Gielgud is úgy gondolta, hogy talán mégsem Tinto Brass volt a legjobb választás a rendezésre. Roppant éleslátással azonban nem sokat lázadozott, mert úgy vélte, a forgatás elhúzódása csak az ő pénztárcáját dagasztja. Később az akkor 70 éven felüli színész így értékelte a Caligulában nyújtott teljesítményét: „Elkészítettem az első pornófilmem.” Malcolm McDowell véleménye a filmről meglehetősen hullámzó volt az évtizedek alatt, ám annyiban egyetértett Helen Mirrennel, hogy pozitívumnak tartotta azt a lehetőséget, hogy O’Toole-lal és Gielguddal (aki a színészi példaképe volt) dolgozhatott. Ugyanakkor feleslegesnek, esetenként visszataszítónak tartotta a szexuális epizódokat, bár úgy vélte, mégis van valami sajátos vonzerejük, bármennyire nélkülözhetők a film egésze szempontjából. Helen Mirren sose érezte szükségét, hogy magyarázkodjon a filmben való szereplése miatt, melyet „művészet és genitáliák páratlan találkozásá”-nak nevezett. Oscar-díjas színésznőként sem utasította vissza, hogy audiokommentárt készítsen a 2007-es DVD-kiadáshoz.
Guccione kifogásolta, hogy az általa szerződtetett Penthouse-szépségek helyett Brass inkább öreg és kövér nőket filmezett a szexjelenetekben, és a rendező nem használta ki teljesen a monumentális díszletekből fakadó látványlehetőségeket sem. Ezt Danilo Donati díszlettervező – érthető módon – ugyancsak nehezményezte. Piernico Solinas rendezőasszisztens szerint Franco Rossellini producer volt a produkció rossz szelleme, elsősorban neki köszönhető, hogy az alkotók, főleg Brass és Donati között annyira megromlott a viszony. Szerinte Rossellini utasította Brasst, hogy a félig kész díszletek között forgasson. Azzal is megvádolta az olasz producert, hogy rosszul gazdálkodott a produkció pénzével.

## Vágás és premier
Még javában zajlottak a különböző perek, amikor Guccione irányítása alatt megkezdődött a felvett terjedelmes anyag vágása Londonban. A munkára a gazdag szakmai tapasztalatokkal rendelkező Hugh Russell Lloydot kérték fel. Lloyd – anélkül, hogy konzultált volna a rendezővel – Brasshoz hasonlóan elutasította, hogy a végső változat összeállításához felhasználja a Guccione és Lui által felvett pornográf anyagot. A vágót ezért menesztették, és maga Guccione látott hozzá – különösebb szakértelem nélkül – a Caligula vágásához. 1978 májusában fejeződött be a munka, de a bemutatható változat még nem állt rendelkezésre. Helyenként utószinkronra volt szükség, amelybe a színészek csak azzal a feltétellel egyeztek bele, hogy a pornográf jelenetek kimaradnak a filmből. Guccione megígért mindent, majd miután elkészültek a szükséges felvételek, szemrebbenés nélkül visszatért a pornográf verzióhoz. A Technicolor cég azonban megtagadta a pozitív kópia elkészítését, ami Guccionét főleg azért aggasztotta, mert attól félt, hogy a cég információkat szivárogtat ki az anyag milyenségéről a rendőrségnek. Tény, hogy a hatóság kísérletet is tett a pornográf anyag lefoglalására, ám az élelmes producer még időben Párizsba juttatta azt egy szándékosan rosszul felcímkézett csomagban. A francia fővárosban Stuart Urban közreműködésével a film elnyerte a bemutatható formát, és sikerült legyártatni néhány pozitív kópiát. A következő állomás New York volt, itt került sor a sokszorosításra.
A perek lezárulása után megkezdődhetett a premier szervezése. 1979 májusában, a cannes-i filmfesztiválon – versenyen kívül – volt a bemutató. Egy 210 perces változatot láthattak a nézők. (Ez a verzió soha többé nem került közönség elé.) A premierközönség még láthatta a kincseskamrában és Iuppiter templomában játszódó jeleneteket (meg még egyéb „ínyencségek”-et is), de ezeket eltávolították a kópiákból. 1979 októberében volt a hivatalos premier Olaszországban. A hatóságok rögtön a bemutató után közbeléptek, és betiltották a további vetítéseket. Az eljárás azért volt némileg meglepő, mert a producerek az összes hivatalos olasz fórumot megjárták, mielőtt a premier időpontját kitűzték volna. Talán az olasz tapasztalatok miatt, de Guccione úgy döntött, az Egyesült Államokban nem nyújtja be a filmet korhatár-besorolásra, mert biztosra vette, hogy „X” kategóriát kapna. A hivatalos besorolás helyett Guccione személyesen kategorizálta a filmjét az általa létrehozott „MA” (Mature Audience: felnőtt nézőknek) kategóriába. Kizárólag a Caligula bemutatása érdekében megszerezte és tataroztatta a New York-i Trans-Lux East Színházat, melyet The Penthouse Eastre keresztelt át. A New York-i premier 1980. február 1-jén volt. Az élelmes producer a szokásos 5 dollár helyett 7 dollár 50 centben határozta meg a jegyárakat, mondván, hogy a közönségnek megér ennyit, hogy láthasson egy éveken át készült, magas költségvetésű, hírhedt filmet. A sajtóval sem kivételezett: nem voltak sajtóbelépők, az újságíróknak is ki kellett fizetniük a felemelt jegyárakat.

## Történeti hitelesség
A teljesség igénye nélkül néhány a leggyakoribb kifogások közül. 
- Caligula és Drusilla testvérszerelme történelmileg nem bizonyított.
- Drusilla nem volt férje Marcellusnak, bár a film elején férjeként beszél róla.
- Valójában Longinus volt Drusilla első férje, ám ő szenátor volt, és nem Caligula kincstárnoka.
- Macrót nem végezték ki.
- Enniát nem száműzték, hanem mindkettőjüket öngyilkosságra kényszerítették.
- Történelmileg semmilyen adat sincs arról a monumentális gyilkológépről, melyet az arénában látunk.
- Gemellus még Macro bukása előtt meghalt.
- Drusilla és Caesonia soha nem találkoztak, Drusilla még Caesonia feltűnése előtt meghalt.
- Livia és Proculus valójában nem ismerték egymást, sőt Livia Caligula második felesége volt (még Caesonia előtt), Proculus pedig szenátor, egy Caligula elleni összeesküvés résztvevője.
- Cassius Chaerea valójában a teljes császári családot ki akarta irtani, és semmi köze nem volt Claudius megkoronázásához, aki mellesleg trónra lépése után kivégeztette őt.

A hibák sora folytatható, de Tinto Brass védelmében annyit el kell mondani, hogy ezen tévedések java már Gore Vidal forgatókönyvében is szerepelt.

## Különféle változatok
Az 1979-es cannes-i bemutató óta a Caligula számos változatban került a közönség elé. E változatok terjedelme és milyensége nagyban függött az adott ország cenzúrahivatalának engedékenységétől vagy éppen szigorától. Guccione egy 156 perces változatot tekint hivatalos verziónak, és a film különböző változatainak többsége a 156 perces film ilyen-olyan megrövidítése árán keletkezett. Az angol moziváltozatból első körben 10 és fél percet, majd további 4 percet vágtak ki, végül ez utóbbit más kameraállásból készült szolidabb képkockákra cserélték. Amerikában a kedvezőbb „R” kategória elérése érdekében 103 percesre rövidítették az anyagot, és ehhez szintén felhasználtak alternatív felvételeket. Ugyanezen célból az angol piacra is készült egy finomított változat, 98 perc terjedelemben. Rossellini még buzgóbb volt, 1984-ben egy mindössze 84 perces változatot vágott össze, amelyet Io, Caligola címmel újra a mozikba küldött. A következő évben Enzo Micarelli közreműködésével kibővítette ezt az anyagot 129 percre, és felhasznált olyan képsorokat is, melyek a Guccione-verzióban sem szerepelnek, így például Proculus jelenetét a gyilkológéppel. Micarelli teljesen kivágta Anneka és Lori leszbikus nyalakodását, viszont a bordélyjelenet szinte minden „hard” képsorát visszahelyezte a filmbe. Ezt a verziót olaszra szinkronizálták, sőt Renzo Rossellini új kísérőzenét is komponált hozzá. 1999-ben előbb az Egyesült Államokban, majd Hollandiában is megjelent DVD-n a Guccione-féle hivatalos változat. Angliában egy 137 perces verziót dobtak piacra, amelyet „Director’s cut”-ként (rendezői változat) hirdettek, noha Tinto Brassnak semmi köze nem volt hozzá. 2003-ban Franciaországban adtak ki egy duplalemezes verziót, mely az addigi kiadások közül a legigényesebbnek számított. 2007 októberében az Egyesült Államokban háromféle kiadásban jelentették meg a filmet. Ebből a háromlemezes Imperial Edition a legérdekesebb, amely a 156 perces változat mellett tartalmaz egy 152 perces alternatív változatot is, amely állítólag több ponton eltér a Guccione-féle hivatalos verziótól. A kiadvány különlegessége még 48 percnyi törölt vagy alternatív jelenet, szextesztek, valamint Malcolm McDowell és Helen Mirren vadonatúj audiokommentárjai. 2008 szeptemberében Nagy-Britanniában az Arrow Films egy négylemezes változatot hozott forgalomba, amely a háromlemezes Imperial Edition anyagán túl további kihagyott vagy alternatív jeleneteket tartalmaz. A körülbelül 30 percnyi anyag állítólag az amerikai kiadást követően került elő. Az angol kiadás negyedik lemezén a film 1981-es változata tekinthető meg.

## Remake?
2005-ben a velencei filmfesztiválon bemutattak egy 5 perces rövidfilmet, mint a Caligula készülő remake-jének előzetesét. Francesco Vezzoli alkotása tulajdonképpen blöff volt, hiszen valójában nincs szó a hírhedt film remake-jéről, a pár perces anyag inkább egyfajta tisztelgés Tinto Brass és Guccione munkája előtt. A rövidfilm elkészítésében olyan sztárok vettek részt, mint Courtney Love (Caligula szerepében), Karen Black (Agrippina), Gerard Butler (Cassius Chaerea), Benicio del Toro (Macro), Milla Jovovich (Drusilla) és Barbara Bouchet (Caesonia). Az eredeti film két főszereplője is vállalta a pár perces munkát: Adriana Asti eredeti szerepét, Enniát játszotta, Helen Mirren pedig Tiberius női megfelelőjét, Tiberiát.
2010 januárjában Tinto Brass bejelentette szándékát az első háromdimenziós pornófilm elkészítésére, melyben „szeretné feleleveníteni egy régi munkáját egy római uralkodóról”. A rendező tervei szerint a forgatások 2010 májusában-júniusában kezdődhettek volna meg, azonban a film azóta sem készült el.

## Főszereplők
- Malcolm McDowell (Gaius Germanicus Caesar, Caligula) - Harsányi Gábor
- Teresa Ann Savoy (Julia Drusilla)
- Helen Mirren (Caesonia)
- Peter O’Toole (Tiberius Caesar)
- John Steiner (Longinus)
- Guido Mannari (Macro)
- Paolo Bonacelli (Cassius Chaerea)
- Leopoldo Trieste (Charicles)
- Giancarlo Badessi (Claudius)
- Adriana Asti (Ennia)
- John Gielgud (Nerva)
- Mirella D’Angelo (Livia) (Mirella Dangelo néven szerepel a stáblistán)
- Donato Placido (Proculus)
- Anneka Di Lorenzo (Messalina)
- Lori Wagner (Agrippina)
- Bruno Brive (Gemellus)
- Rick Parets (Mnester) (Richard Parets néven szerepel a stáblistán)
- Paula Mitchell (városi énekes)
- Osiride Pevarello (Óriás)